# Arteria subclavia
De arteria subclavia of ondersleutelbeenslagader is de slagader die de  armen voor het grootste deel van bloed voorziet. Bij de oksel heeft hij de naam arteria axillaris en als voortzetting in de bovenarm arteria brachialis. 
De arteria subclavia ontspringt links (arteria subclavia sinistra) rechtstreeks uit de aortaboog en rechts (arteria subclavia dextra) via de truncus brachiocephalicus ook uit de aortaboog.
Vanuit het hart zal het bloed dus, vanaf de aortaklep via de aorta ascendens, de aortaboog en voor de rechterkant de truncus brachiocephalicus de arm bereiken.
Er zijn anatomische variaties waarbij ook rechts de arteria subclavia rechtstreeks vanuit de aortaboog ontspringt. 